# Panaspis tsavoensis
Panaspis tsavoensis — вид сцинкоподібних ящірок родини сцинкових (Scincidae). Ендемік Кенії.

## Опис
Panaspis tsavoensis — невеликий сцинк, середня довжина якого (без врахування хвоста) становить 29 мм.

## Поширення і екологія
Panaspis tsavoensis мешкають в Кенії, зокрема в національних парках Західний Цаво і Східний Цаво. Вони живуть в сухих саванах.